# Линтхорст, Эверт
Эверт Линтхорст (нидерл. Evert Linthorst; род. 3 марта 2000 или 3 апреля 2000, Венло, Лимбург) — нидерландский футболист, полузащитник клуба «Гоу Эхед Иглз».

## Клубная карьера
Линтхорст — воспитанник клубов ВВВ-Венло и «Хелмонд Спорт». В 2014 году стал игроком академии ПСВ и спустя два сезона вернулся в Венло. 19 апреля 2018 года в матче против «Аякса» он дебютировал в Эредивизи. Спустя три месяца Эверт стал лауреатом премии Яна Клаассенса вручаемая лучшему молодому воспитаннику клуба. 20 ноября 2018 года Линтхорст подписал с ВВВ-Венло контракт до июля 2020 года с возможностью продления еще на один сезон.
В последний день трансферного окна 2020 года Линтхорст стал игроком эмиратского клуба «Аль-Иттихад» (Кальба), сообщалось что сумма трансфера составила порядка 600 тысяч евро.
30 января 2022 года Эверт вернулся в Нидерланды и перешёл в «Гоу Эхед Иглз». 27 февраля в матче против «Аякса» он дебютировал за клуб, но пропустил первые шесть месяцев из-за травмы.

## Достижения
«Гоу Эхед Иглз»
- Обладатель Кубка Нидерландов: 2024/25[нидерл.]